# Église Saint-Pierre de Joyeuse
Pour les articles homonymes, voir Église Saint-Pierre.
L'église Saint-Pierre est une église située à Joyeuse, en France.

## Localisation
L'église est située sur la commune de Joyeuse, dans le département français de l'Ardèche.

## Historique

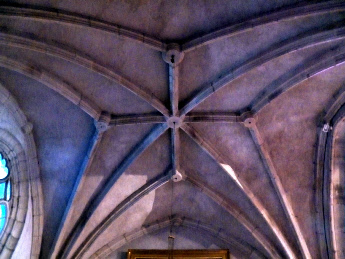
Voute gothique de la chapelle Notre-Dame-de-Pièté (fin XVe siècle).

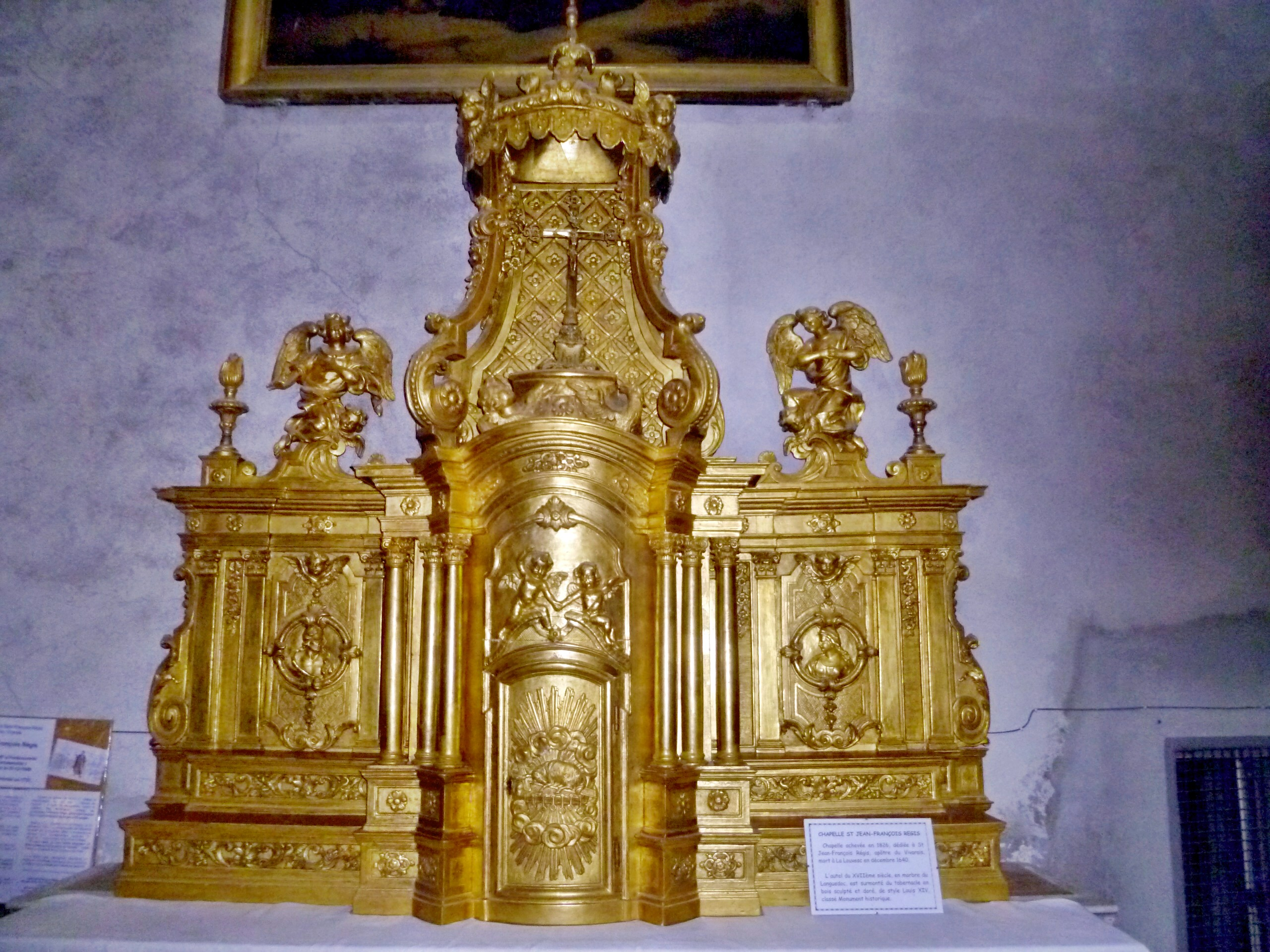
Autel de la chapelle Saint-François-Règis (26).

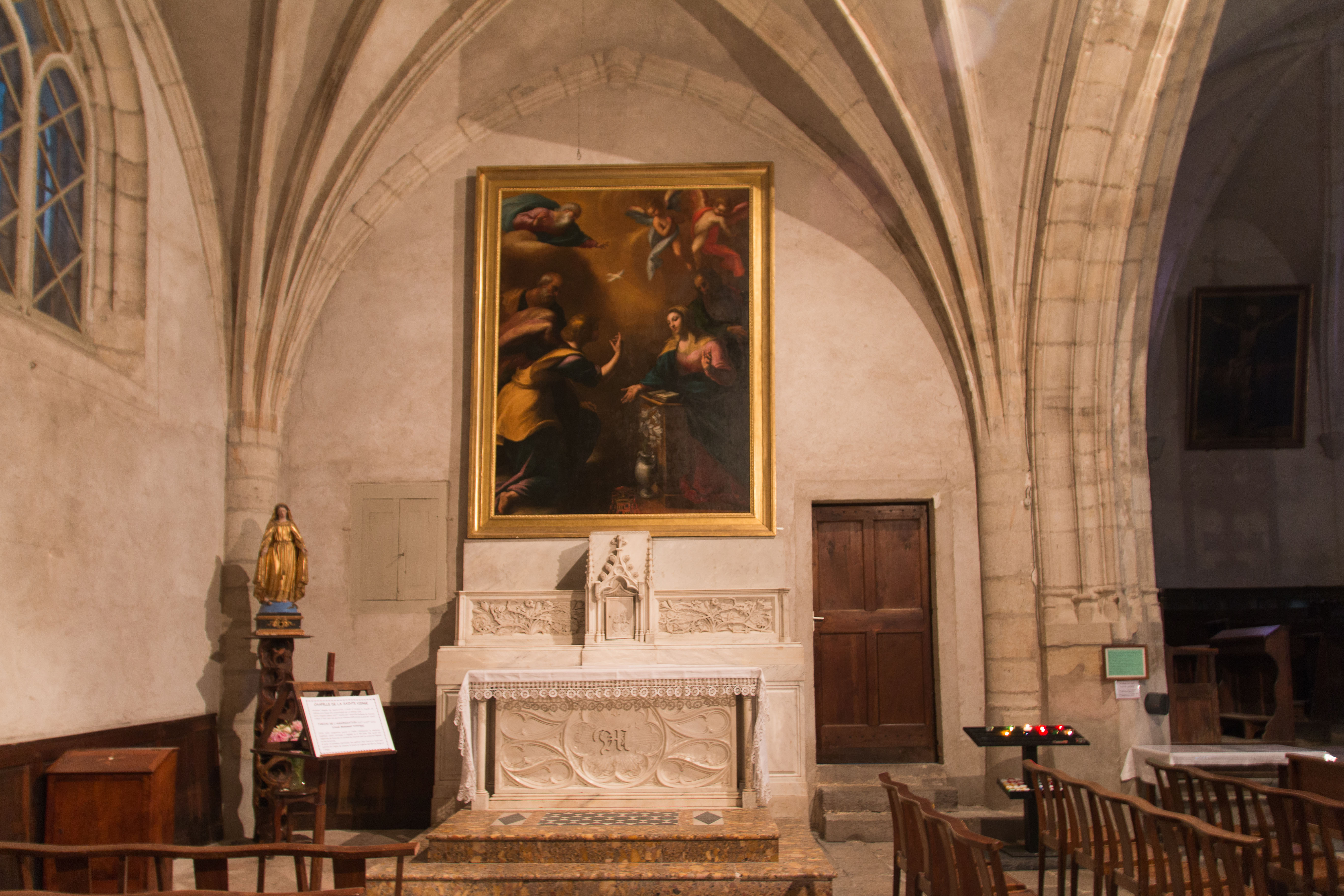
Joyeuse - Église Saint-Pierre - Chapelle de la sainte Vierge-20140522.

L'église de Joyeuse ,, est classée monument historique. Dédiée à saint Pierre et à saint Paul, elle date pour partie du XVe siècle et se situe près du château. Elle fut donnée en 1111 par l’évêque de Viviers aux moines de l’abbaye de Cluny avec l’église Notre-Dame-de-l’Assomption de Rosières dont elle dépendait. De 1111 à 1617, Saint-Pierre de Joyeuse fut annexée au prieuré de Rosières qui lui-même relevait de celui de Ruoms. En 1620, la duchesse de Joyeuse, princesse de Guise, versa plus de 2000 livres pour libérer l'église de Joyeuse de la tutelle de celle de Rosières et en confier la gestion aux Oratoriens.

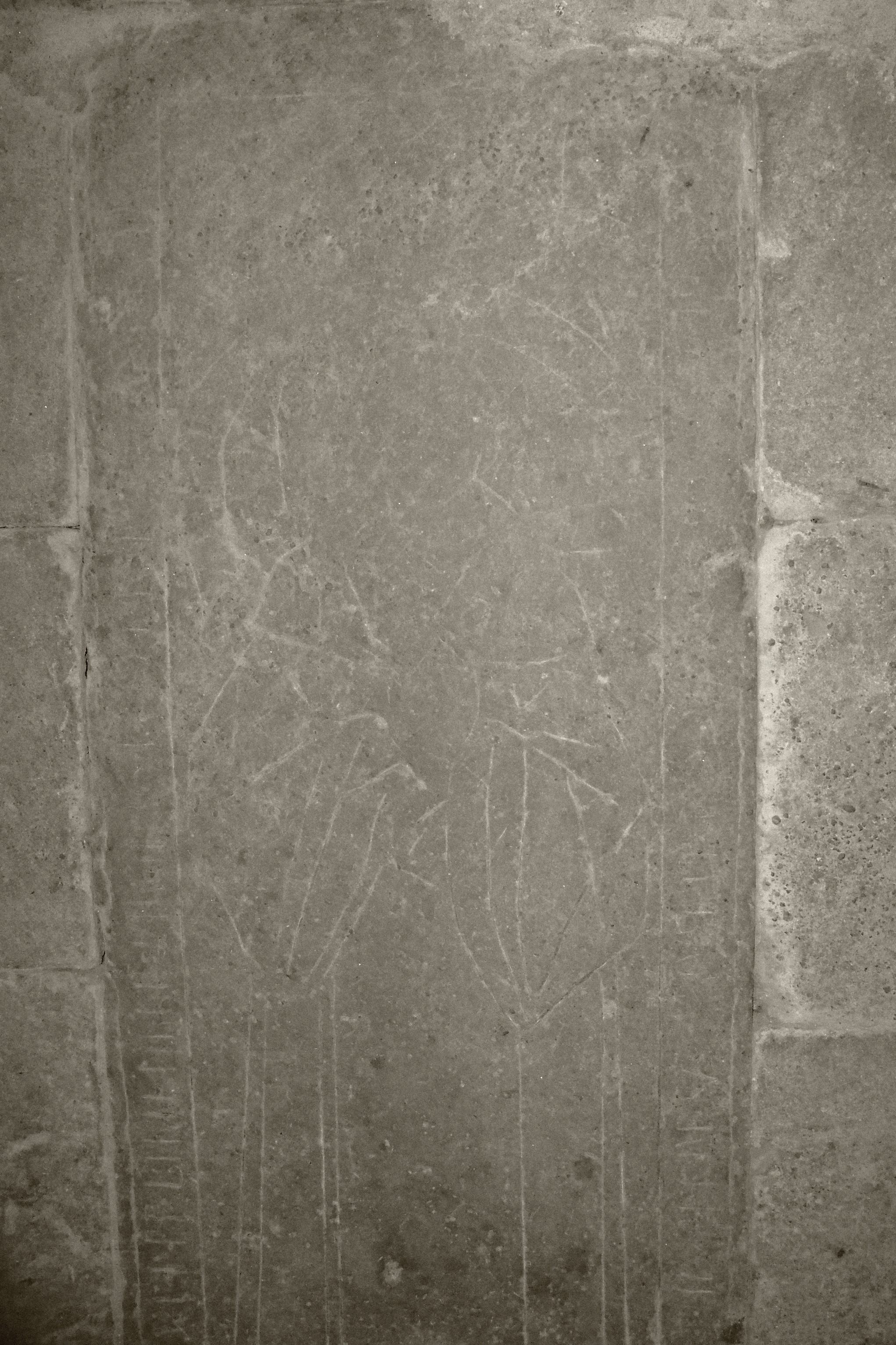
Guillaume V d'Aleth. Dalle dans l'église paroissiale.

Elle fut reconstruite au XVIIe siècle (la date de 1676 figure sur sa façade, le couvent des oratoriens datant également de 1676 alors que l’acte de fondation est de 1620, la lenteur des travaux s'explique par leur difficulté et par une épidémie de peste ayant décimé la région vers 1629).
« En 1669 apparaît comme Supérieur Curé, le R.P François Fressinaud. Il resta en place seulement 4 ans (1669-1672), mais ce court  espace fut bien employé… Il était fort savant et bon architecte et de plus avait la confiance de ses paroissiens, car nous voyons qu’il fut chargé par les consuls de faire un plan pour la reconstruction de la vieille église qui à l’époque menaçait ruine. Il était dit-on urgent de la reconstruire, et le père Fressinaud devait dans son plan sauvegarder ce qu’il serait bon d’en conserver et pourrait s’harmoniser avec la construction nouvelle. L’église était en outre trop exigüe pour la population qui avait notablement augmenté. Le père s’en tira fort bien, il ne laissa sur pied que la chapelle de son Altesse, le chœur fut reconstruit ainsi que la nef et les chapelles. Des caveaux furent ménagés dans tout le sous-sol de la nef, des chapelles et du chœur. Le clocher fut aussi réédifié. Le plan fut approuvé par tous les notables de la paroisse, mais alors, comme aujourd’hui, les fonds faisaient défaut. L’on avait bien une certaine réserve insuffisante, il fallut faire appel à la générosité du Seigneur qui parait–il ne fit pas défaut. Cependant ils ne suffirent pas à l’exécution complète des plans du père, qui comportaient la construction d’une chapelle faisant pendant à celle de Son Altesse. On dut ajourner ce complément qui ne fut réalisé que 150 ans plus tard. ! »
« Le dimanche 17 novembre 1669, le prix fait de cette construction fut solennellement donné devant les consuls et le peuple assemblé, à maître Pitiot, maçon de Largentière. On ne sait si le travail fut commencé tout de suite, dans tous les cas, le clocher ne fut terminé qu’en 1676, date gravée tout au haut du clocher sur la façade. »
(Manuscrit de Montravel : L’église et l’Oratoire de Joyeuse)
À noter que Montravel mentionne bien que les oratoriens décédés à Joyeuse sont ensevelis dans l’église.

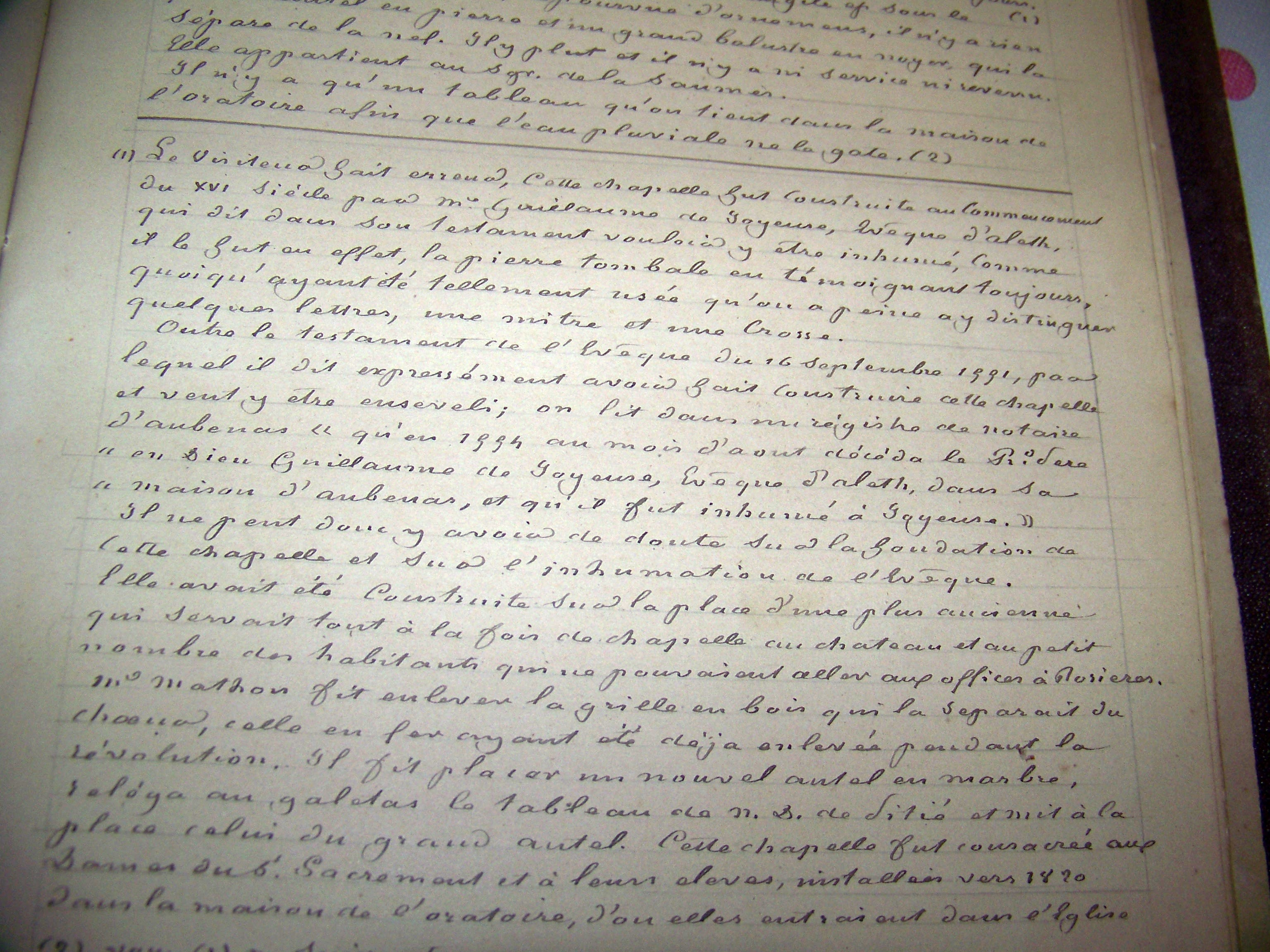
Photographie d'un manuscrit de Louis de Montravel concernant Guillaume II de Joyeuse. évêque d'Aleth sous le nom de Guillaume VI.

L'église fut restructurée en 1842 dans le goût de l’époque par le curé Mathon sur ses fonds personnels. Pour augmenter la hauteur de la nef, il fit combler les caveaux et transporter les restes des oratoriens au  nouveau cimetière du Freyssinnet. Il fit construire la chapelle de saint François Régis.Un peintre Italien du nom de Molinari fut chargé de la décoration ' il restaura également l'église de Saint Sernin et la chapelle des Jésuites d'Aubenas).
Dans une chapelle latérale à gauche, dite chapelle Saint-Louis, fondée par les vicomtes de Montravel, une plaque rappelle le souvenir de Félix Gabriel Tardy de Montravel, né à Joyeuse le 23 octobre 1831, mort à Castelfidardole 18 septembre 1860, officier des zouaves pontificaux, inhumé dans le caveau familial au cimetière de Joyeuse. Un tableau, attribué à Simon Vouet, a été ramené de Rome par le comte de Montravel représentant Saint Louis à Jérusalem. Il est toujours exposé dans cette chapelle. Le tabernacle en bois (XVIIIe siècle) montre l'image du pélican, symbole de l'amour paternel.
La chapelle ducale de la Sainte Vierge, dite aussi Notre-Dame-de-la-Pitié et celle des oratoriens, de style gothique flamboyant, vestiges d'une ancienne église plus vaste ou simple chapelle du château, à gauche en regardant le chœur contient le tombeau de Guillaume V de Joyeuse, évêque d’Aleth, son fondateur décédé en 1540 et de son successeur Guillaume de Joyeuse, évêque d'Alet sous le nom de Guillaume VI de 1541 à 1554, puis duc de Joyeuse décédé  à Aubenas où à Couiza [réf. nécessaire]. en 1592, qui y fut enseveli selon sa volonté, (Louis de Montravel dans ses Annales de Joyeuse), la dalle funéraire est toujours visible au pied de l'autel.
.

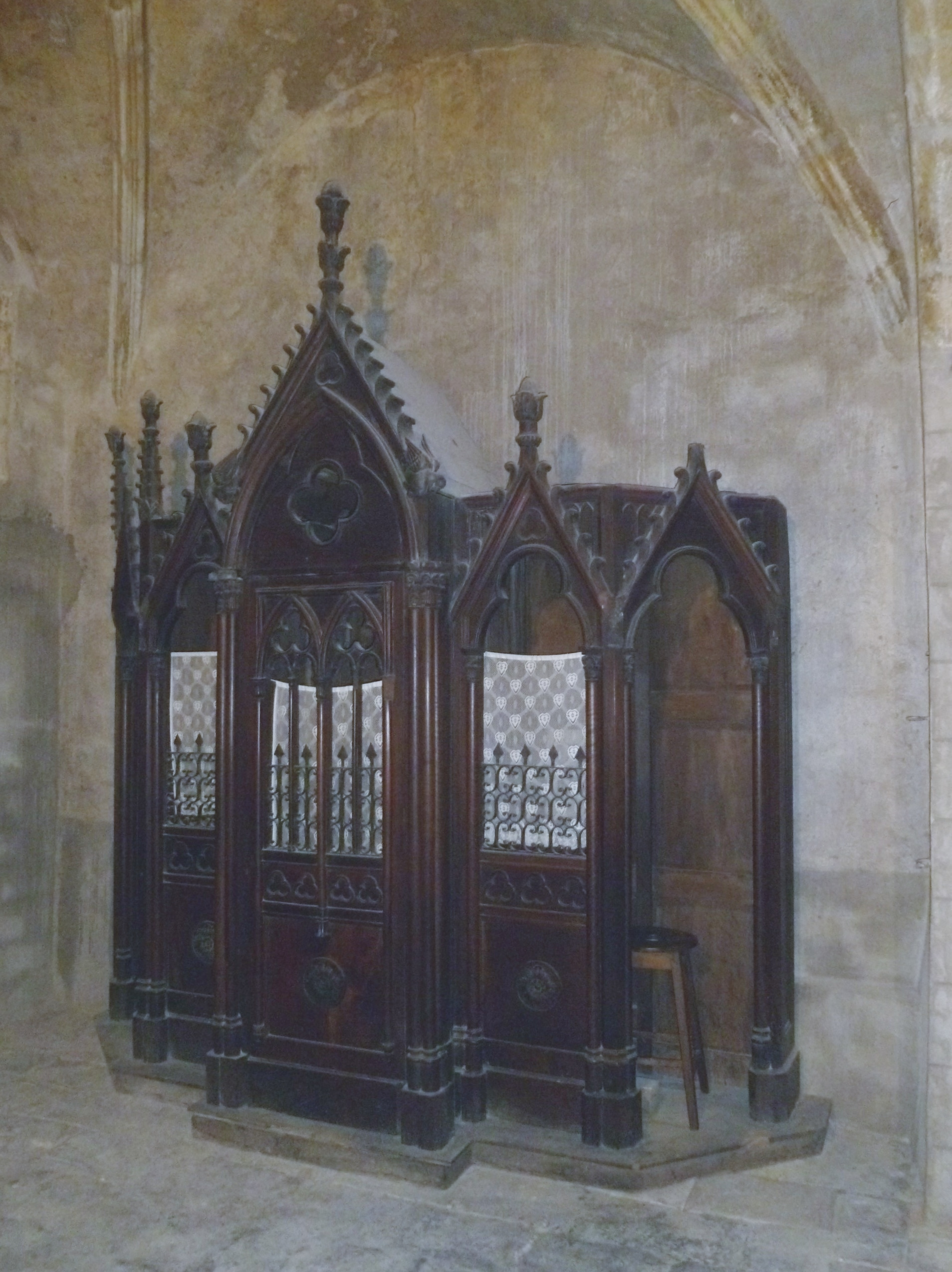
Joyeuse (29).

La chapelle Notre-Dame-des-Sept-Douleurs ou des Morts contient une pietà, offerte en 1842 par la reine Marie-Amélie. En 1840, après la mort accidentelle du duc d'Orléans, sa mère, la reine Marie-Amélie fit réaliser une pietà qui fut offerte à toutes les églises de France qui en feraient la demande et en assureraient l'installation. Le conseil de fabrique de Joyeuse fit cette démarche.
Œuvre remarquable, l'ancien autel, en marbre rose du Languedoc, situé actuellement dans la chapelle Saint-François-Régis, doré à la feuille, date du début du XVIIIe siècle (style Louis XIV). Il proviendrait de l'ancienne abbaye des Chambons pillée lors des guerres de Religion et détruite en 1790. Le tabernacle est classé monuments historiques. L'autel est surmonté par le tableau représentant le jésuite saint Régis (1597-1640), apôtre du Vivarais.
Le maître-autel en marbre blanc avait été conçu pour la cathédrale de Pointe-à-Pitre, mais jugé trop haut et donc trop fragile pour résister à d'éventuels tremblements de terre, il ne quitta pas la France et fut racheté par le curé Mathon pour son église et fut installé au moment de la création de l'abside en 1849.
Le clocher actuel érigé en 1912 remplace le toit plat construit en 1793, la flèche originelle ayant été abattue par les révolutionnaires.

## Description
L'église Saint-Pierre de Joyeuse telle qu'elle est actuellement comprend trois époques : 
- l'une remontant au XIVe et au XVe avec la chapelle à gauche du chœur dite Notre-Dame de Pitié, la chaire et les trois chapelles latérales gauches.
- la nef a 4 travées et les quatre chapelles de droite datent de 1676.
- la chapelle Saint-Régis datant elle de la première moitié du XIXe siècle.

L'ensemble décoré dans un style sulpicien vers 1840 ; elle fut restaurée plus sobrement vers 1965.
L'association pour la restauration de l'église de Joyeuse vieille à son entretien.

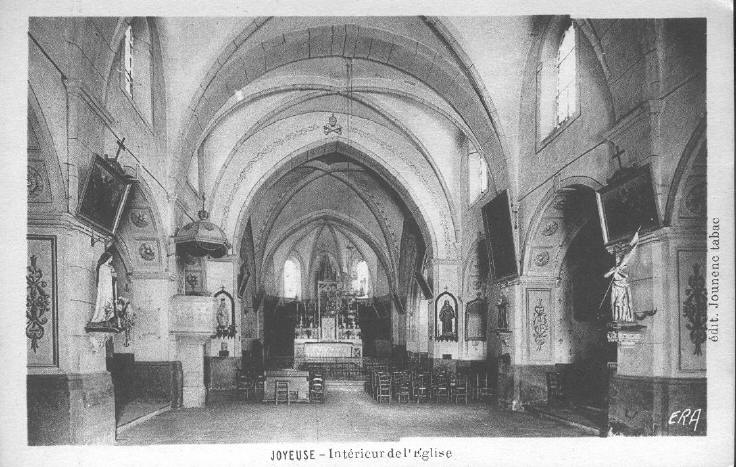
L'intérieur de l'église au XIXe siècle.

## Protection
L'édifice est inscrit au titre des monuments historiques en 1988.